# Trichodactylus
Trichodactylus é um género de caranguejos de água doce dà família Trichodactylidae. Popularmente são conhecidos como caranguejo-do-rio, caranguejo-d'água-doce, caranguejo-de-água-doce, goiaúna e guaiaúna. Em alguns lugares da Bahia ainda é conhecido como gajé. Encontrados em todo o Brasil, em córregos e riachos de água corrente. Possuem carapaça alta e arredondada, com cerca de 5 cm de comprimento e cor marrom-escura avermelhada.